# Selkolla
Selkolla (bokstavligen 'sälhuvud') är en övernaturlig varelse i isländsk folklore. Hon beskrivs som en vacker kvinna som ibland ses ha huvudet av en säl. Hon är mest framträdande som motståndare till biskop Guðmundur Arason (1161–1237). Berättelserna om Selkolla är kända för att kombinera kristna idéer med begrepp som finns i nordiska icke-kristna traditioner.

## Medeltida källor
Den huvudsakliga medeltida källan för berättelser om Selkolla är olika versioner av Guðmundar saga Arasonar, närmare bestämt version B och D, där avsnittet ofta kallas Selkollu þáttr ('Selkolla-avsnittet').

## Guðmundar saga version D
Denna sammanfattning är baserad på D-versionen av Guðmundar saga.
Händelserna i Selkollu þáttr äger rum i Västfjordarna, och börjar när en man och en kvinna tar med sig en flicka för som ska döpas. På vägen ägnar de sig åt en "omoralisk vila" bredvid en stor sten, passande nog kallad Miklisteinn ('stor sten') och "svänger in på otuktens alternativa väg". När de har avslutat sitt sex återvänder de till barnet, som de hade satt ner, och upptäcker att det nu är "svart, dött och avskyvärt". Paret bestämmer sig för att lämna barnet bakom sig och gå därifrån, men när de gör det hör de gråt. De återvänder till barnet och upptäcker att det är vid liv, men det är nu så "läskigt att de varken vågar röra det eller komma nära". De går till gården för att hämta hjälp, men när de kommer tillbaka till stenen har barnet försvunnit.
Det sägs då att en viss kvinna är "nyanländ till häradet, ibland med vanligt ansikte men ibland med sälhuvud. Denna djävul gick omkring lika djärvt om dagen som om natten, varför denna middagsdjävul kallades Selkolla. i distriktet".
Följande är en redogörelse för dessa övergrepp på en gård som aldrig lokaliseras mer i detalj: Först, i skepnad av bondens hustru, försöker hon locka honom att ha sex. När han inser vad som egentligen pågår försöker han vända hemåt, men Selkolla spärrar vägen, så att han kommer hem till gården "trött och utmattad", och lägger sig i sängen "på grund av den sjukdom, som den bedrägliga Djävulens trick hade drabbat hans virilitet. Han kunde inte ha något sex därefter, eftersom samma orena ande söker honom dag och natt med entusiasm". Ingen vill vara i närheten av bonden för att ge honom någon tröst, "utom en flitig frände till honom, som ligger bredvid honom tills Selkolla övervinner honom om natten och tar ut hans ögon".
Guðmundr, som vandrar i Västfjordarna, kallas in och uppmanas att ta itu med djävulen. Han bestämmer sig för att stanna på gården som Selkolla plågar, och när han väl har lagt sig för natten ser han att en kvinna "övertar honom" och försöker dra av honom skorna, vilket hans tjänare har glömt att göra. Guðmundr inser direkt vem det är och driver iväg Selkolla med orden "far niðr, fjandi, ok gakk ei framarr!" ("gå ner, djävulen, och kom inte tillbaka!"). Dagen efter träffas Guðmundr och Selkolla igen och han kör ner henne en gång till, denna gång genom att sätta upp sju kors.
Så slutar Guðmundrs affärer med Selkolla. Hon höjer huvudet ännu en gång ombord på ett fartyg som är på väg "över fjord, eller bukt" som skiljer landets stift. Men besättningen har fått Guðmundrs välsignelse för resan, och välsignelsen hindrar Selkolla från att skada dem.
Avsnittet avslutas med en 21-strofers redogörelse i skaldisk vers av Einarr Gilsson, känd som Selkolluvísur.

## Islänningasagan
Selkolla nämns kort i Íslendinga saga: 
| ” | Biskup ferr um sumarit yfir Vestfjörðu; en um vetrinn var hann á Breiðabólstað í Steingrímsfirði með Bergþóri Jónssyni. Ok urðu þar margir hlutir, þeir er frásagnar væri verðir, ok jarteignum þótti gegna, þó þat sé eigi ritað í þessa bók; bæði þat er biskup átti við flagð þat, er þeir kölluðu Sel-kollu, ok mart annat. | „ |

| ” | Biskopen reser på sommaren till Västfjordarna; men under vintern var han i Breiðabólsstaður i Steingrímsfjörður med Bergþór Jónsson. Och där hände många saker, som skulle vara värda att återberätta, och som ansågs skulle räknas som mirakel, fastän de inte finns nedskrivna i denna bok: både att biskopen handlade med trollkarlen, som de kallade Selkolla, och mycket därtill. | „ |

## Modern folklore
Berättelser om Selkolla, som var helt annorlunda än de medeltida, fortsatte att cirkulera under 1800-talet. På 1900-talet influerades emellertid berättelser om Selkolla av den medeltida berättelsen, som hade kommit i tryck och höll på att bli mer känd på Island.
Förmodligen finns stenen, där barnet som blev Selkolla lades, inte så långt från Hólmavík, och finns med i marknadsföringen av turismen i området.

## Analyser
Den medeltida berättelsen om Selkolla har visat sig dela motiv med eftermedeltida nordisk folklore om Bortbytingar och spöken eller andra hemsökelser av döda barn, skogsrå, och folklore om sälar. Tvärtemot vad som hävdas i B-versionen av Guðmundar saga är det osannolikt att hon gav sitt namn till klippan Selkollukleifar ('Sälhuvudklippor'): snarare har klippan troligen fått sitt namn efter sälar som var synliga från den, och berättelsen om Selkolla, som sedan uppfanns för att förklara namnet.